# Москва и москвичи
«Москва и москвичи» — книга Владимира Гиляровского, описывающая традиции, быт и нравы Москвы второй половины XIX — начала XX столетия. Сборник очерков, названный энциклопедией русской жизни рубежа веков, впервые был издан в авторской редакции в 1926 году. Дополненный вариант увидел свет в 1935 году (издательство «Советский писатель»). В 2013 году сборник «Москва и москвичи» был включён в список «100 книг», рекомендованный Министерством образования и науки РФ школьникам для самостоятельного чтения.

## Некоторые персонажи
- Владимир Шмаровин. Знаток живописи и фарфора. В антикварных магазинах на Сухаревке покупал серебряные чарки и бронзовые серьги. Прекрасно знал старину, легко обнаруживал подделки.
- Сыщик Смолин по прозвищу «Сухаревский губернатор». Имел разветвлённую сеть осведомителей, дружил с ворами, громилами и шулерами.
- Алексей Хлудов. Миллионер-фабрикант, владелец огромной библиотеки.
- Сергей Грибков. Держатель живописной мастерской, в которой хватало места всем. Его двухэтажный дом был заселён прачками и мастеровыми, которые не платили за аренду ни копейки; там же месяцами жил пейзажист Саврасов.
- Иван Филиппов. Основатель булочной на Тверской. Вся Москва съезжалась к нему, чтобы купить знаменитые филипповские пирожки, калачи, сайки и чёрный хлеб.
- Григорий Елисеев. Владелец «Магазина Елисеева и погреба русских и иностранных вин». Открытие «храма Бахуса» проходило в присутствии большого количества гостей. Магазин был всегда полон покупателей; на тротуарах толпилась безденежная публика, заглядывающая в окна.

## Содержание
Книга начинается с рассказа о московских извозчиках, которые, выбегая из трактиров, бросались к прохожим с предложениями об услугах. Каждый нахваливал свою лошадь и по одежде определял, как нужно обращаться к пассажиру: «ваше степенство», «ваше здоровье» или «ваше благородие».

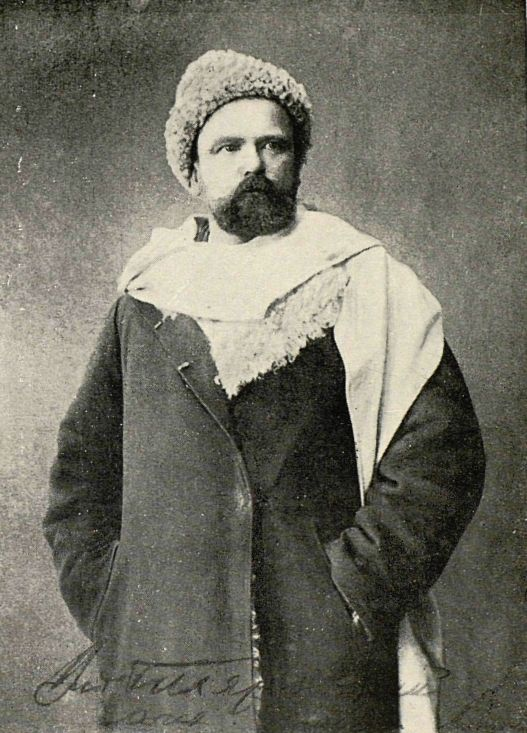
Владимир Гиляровский. 1880-е годы

Очерк «Хитровка» — это подробное описание одного из самых мрачных районов Москвы. В ночлежных домах одновременно размещалось до 10 000 человек. Грязные трактиры были окутаны паром. Детей сдавали в аренду нищим-профессионалам почти с рождения. Всем Хитровым рынком заправляли двое городовых, знавших собственный «контингент» досконально.
Героями очерка «Сухаревка» стали букинисты, способные разыскать для покупателя нужный том любого разрозненного сочинения, и коллекционеры, среди которых встречались собиратели рукописей, пергаментов и первопечатных книг.
Рассказывая о тайнах Неглинки, автор поведал о рискованном эксперименте: однажды он вместе с двумя смельчаками решил спуститься в подземную клоаку между Самотёкой и Трубной площадью. Снизу был шум воды, сверху — грохот проезжавших экипажей. Путешествие сопровождалось погружением в глубокую тину и жидкую грязь. После того, как статьи о подземных приключениях были опубликованы в газетах, городская дума постановила начать перестройку Неглинки.
В очерке о Большой Дмитровке автор знакомит читателей с нравами купеческого клуба, размещавшегося в доме Мятлева. В меню — стерляжья уха, белуга в рассоле и поросёнок с хреном. Кроме вин, подавали квас и фруктовые воды, рецепт приготовления которых держали в тайне. Во время обедов играл оркестр Степана Рябова и пели хоры — цыганский, венгерский, русский.
За Нарышкинским сквером размещалось Общество любителей живописи, устраивавшее модные в ту пору периодические выставки. По пятницам там собирались художники; пока они рисовали, кто-нибудь играл на рояле или читал стихи. Затем появились «среды» в доме у Шмаровина — там бывали Левитан, Богатов, Ягужинский. В полночь хозяин ударом бубна давал сигнал о прекращении работы, и в зале накрывались столы. Меню ужина включало рыбу лабардан, телеса птичьи индейские, мороженое, вина и наливки. Иногда ужин продолжался до утра.
Охотный ряд был назван автором чревом Москвы. Он был застроен старинными домами, из которых лишь два являлись жилыми; все остальные — лавки. Здесь толпились торговцы с корзинами и мешками, сновали пирожники и блинники. Стакан разливаемого тут же сбитня стоил копейку. Летом продавцы выносили вёдра с грушевым квасом. На полках мясных отделов лежали дичь, куры, гуси, палёные поросята для жаркого и белые — для заливного. Главными покупателями были повара лучших трактиров, хозяйки-купчихи и кухарки.
В шестидесятых годах XIX века в московских парикмахерских появились мастера-французы. Там ставили пиявок, «отворяли» кровь, стригли, брили. Доход был высокий. К парикмахеру Агапову в Газетном переулке в дни больших балов невозможно было подъехать — кареты стояли в два ряда. Парикмахер Глазов на Пречистенке, разбогатев, купил десяток домов.
Очерк «Бани» повествует о банном быте Москвы. Люди со средствами мылись в «дворянских отделениях», рабочие и беднота — в «простонародных» за пятак. Мочалка стоила 13 копеек, мыло продавали по копейке. Существовала корпорация воров, похищавших бельё и обувь у моющихся. В некоторых банях крали даже городскую воду.

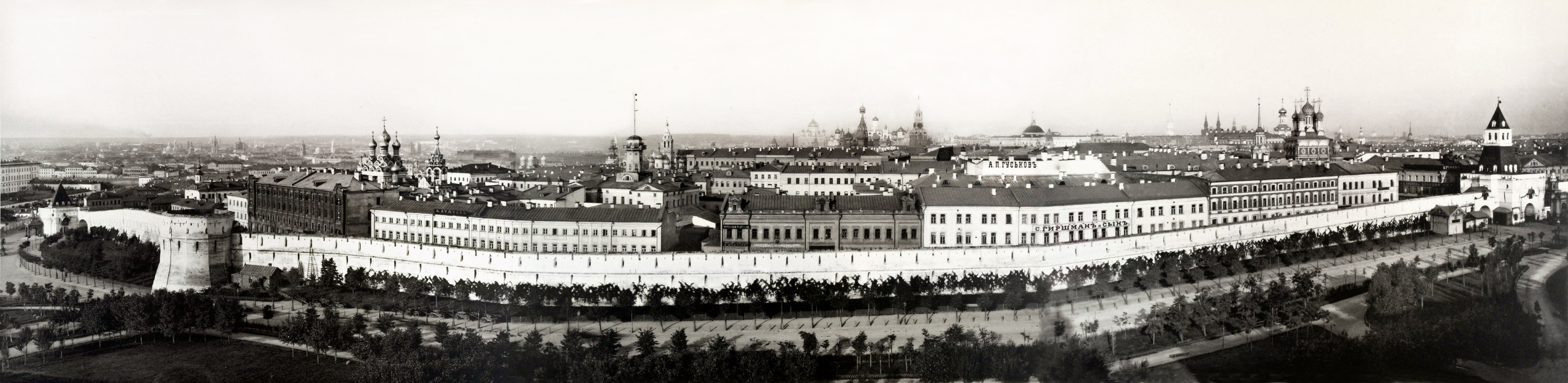
Панорама Китай-города. 1887 год

## История создания
Книгу, ставшую визитной карточкой автора, Гиляровский писал с 1912 года до конца жизни. В декабре 1925-го авторские экземпляры были готовы; через год сборник очерков вышел в свет тиражом 4000 экземпляров; затем была допечатка 100 номерных экземпляров на хорошей бумаге.
Спустя некоторое время писатель получил предложение от издательства продолжить тему старой Москвы. В дневнике Гиляровский писал, что Москва 1880-х — «это десятки томов». В 1928 году, находясь в подмосковной деревне Картино, писатель завёл специальную папку, куда начал складывать листки с записями мыслей, фактов и фамилий, всплывавших в памяти. Здоровье не позволило Гиляровскому немедленно сесть за письменный стол; системная работа началась лишь следующим летом. В 1931 году издательство «Федерация» выпустило вторую книгу о столице — «Записки москвича».
Работа над третьей, в которой были объединены два предыдущих варианта, продолжалась до последних дней. Гиляровский заканчивал её, будучи совершенно больным. Однако когда точка была поставлена, а рукопись отправлена в издательство, писатель признался: «Чувствую себя счастливым и помолодевшим на полвека». Второе издание сборника «Москва и москвичи», имевшее подзаголовок «Очерки старомосковского быта», увидело свет в конце 1935 года, уже после смерти Гиляровского.

## Художественные особенности

### Репортёрская школа
Дорогой дядя Гиляй, крёстный мой отец по литературе и гимнастике, скорее я воображу Москву без царь-колокола и без царь-пушки, чем без тебя. Ты — пуп Москвы.
Исследователи отмечали, что досконально изучить Москву писателю позволило его репортёрское прошлое. Константин Паустовский, выступая на вечере, посвящённом 100-летию Гиляровского, упомянул о том, как будущий автор «Москвы…» прочитал у Гюго о спуске в артезианский колодец. Решение повторить поступок французского писателя заставило Гиляровского спуститься в реку Неглинку, взятую в трубу. У писателя не было разрыва между литературой и жизнью, заключил Паустовский.

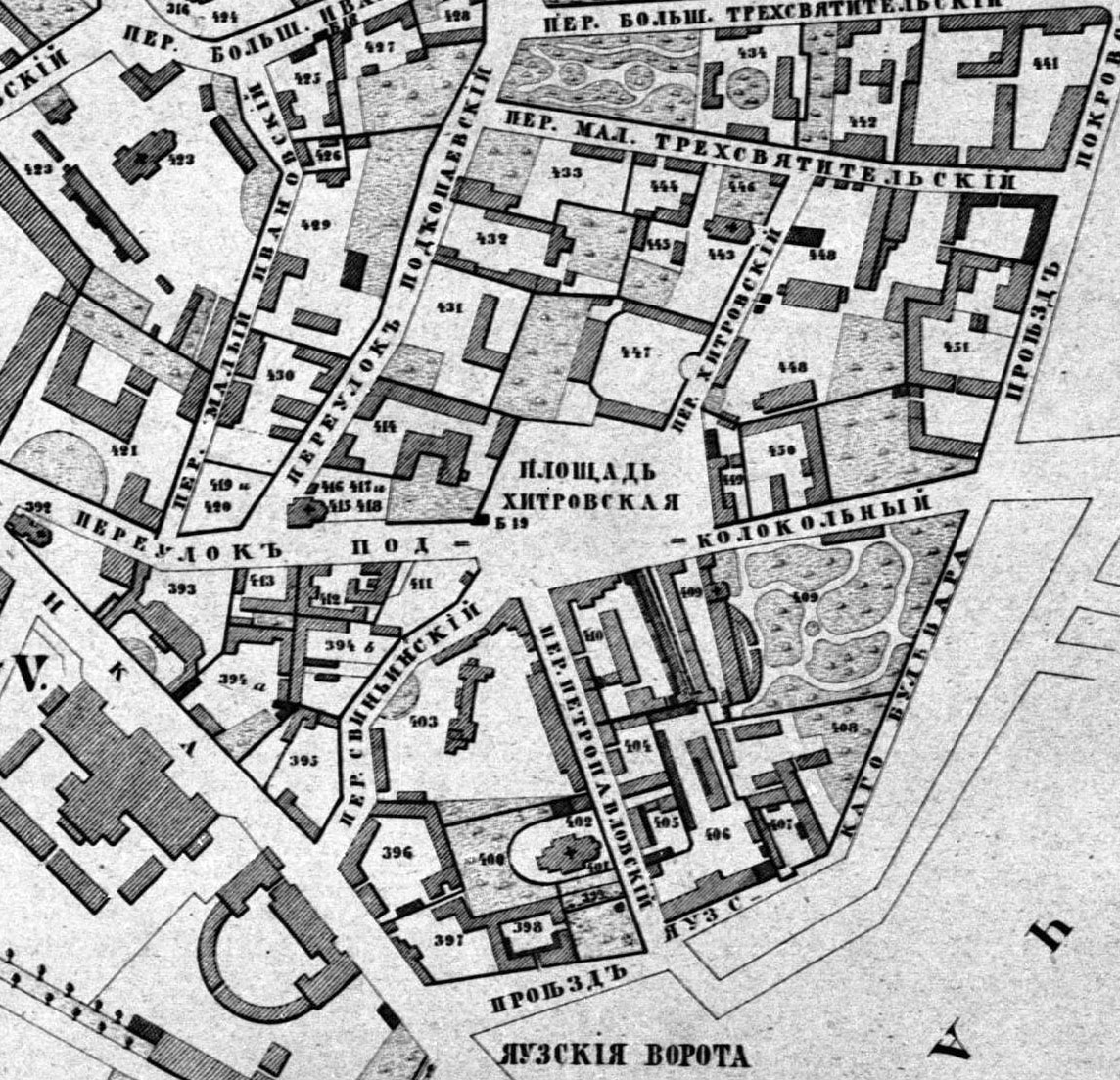
Карта Хитровского рынка. 1853 год

Столь же сильное восхищение вызывали прогулки Гиляровского по Хитровке, где «ошибка равнялась смерти». Чтобы пойти туда, нужно было не только обладать бесстрашием, но и знать характеры местных жителей. Гиляровский же водил туда и Станиславского, и Татьяну Щепкину-Куперник. Благодаря такому гиду Московский художественный театр смог осуществить постановку пьесы «На дне».
В картотеке Гиляровского значилось множество имён, принадлежавших артистам, спортсменам, охотникам, пожарным, журналистам. Писатель дружил с брандмейстерами, видел притоны для бездомных, бывал на раутах у генерал-губернатора, посещал «среды» художника Шмаровина; отсюда — «простота, искренность» повествования. Композиция книги определяется топографией Москвы, однако автор был далёк от краеведения, его мало интересовали памятники. Опорой Гиляровского был «личный опыт и хищный — репортёрский — интерес к людям».
По словам литературного критика Игоря Сухих, на старую Москву Гиляровский смотрел «любовно-заинтересованным взглядом, исключающим как идеализацию, так и обличение». Другой точки зрения придерживается Ольга Рощина, считающая, что автор «Москвы…» выступал «не только с позиции социальной диагностики, но и с позиции социальной дидактики».

### Литературные параллели
Литературоведы обнаружили точки пересечения между книгой Гиляровского и произведениями других авторов, занимавшихся описанием Москвы.
Так, критик Игорь Сухих обратил внимание на то, что, начав предисловие к книге цитатой из «Бориса Годунова» «Минувшее проходит предо мной», автор сразу переиначивает её («Грядущее проходит предо мною»), обозначая тем самым себя как человека, живущего «на грани двух столетий». Сухих напомнил, что на тот момент уже существовал «петербургский текст» — его носителями были Пушкин, Гоголь, Достоевский; позднее к ним добавились Андрей Белый, Ахматова, Блок. При отсутствии аналогичного «московского текста» книга Гиляровского временно (до появления «Мастера и Маргариты») «исполняла его обязанности».
Литературовед Андрей Баженов отметил, что Москва «дяди Гиляя» не похожа на Москву Пушкина, Лермонтова, Достоевского, Островского, Толстого; это не тот город, в который мечтали бы приехать чеховские сёстры: «Москва Гиляровского — это Москва Гиляровского».
А. Юсяев, проводя параллель между Петром Боборыкиным и Гиляровским, находит в их бытописаниях принципиальное отличие. У Боборыкина раскрытие темы Москвы идёт по линии «люди — город — деятельность», тогда как Гиляровский движется по направлению «город — деятельность — люди». Автор «Москвы и москвичей» не стремится к социально-экономическим обобщениям — для него важнее «локальное средоточение пёстрых и колоритных типажей и характеров».
Ольга Рощина, анализируя очерки Гиляровского и публициста Власа Дорошевича, полагает, что их объединяет тема трущоб как социального подполья, которое становится и образом жизни, и «символом времени».
Дмитрий Быков, признав, что Гиляровский причастен к созданию московского мифа, сожалеет, что он «творился по лекалам „Москвы и москвичей“», а не по бунинской «Иде» или «Чистому понедельнику». Именно поэтому в нашем сознании сохраняется образ той Москвы, которая «бьёт с носка», уверен Быков.

## Упоминаемые объекты
- Театральная площадь. В 1880-х годах её неприкосновенность была ненадолго нарушена из-за перестройки Неглинки.
- Хитровка. Ночлежки, лабиринты переходов, полуразрушенные лестницы и полное отсутствие освещения.
- Сухаревка. Возле башни с огромными часами по воскресеньям шла торговля, на которую съезжались и подмосковные крестьяне, и люди из провинции.
- Китайская стена. Возле неё работал Толкучий рынок.
- Неглинка. Долгое время она была бедствием города, потому что Неглинный проезд заливало при сильном дожде так, что вода хлестала в двери лавок и нижние этажи домов.

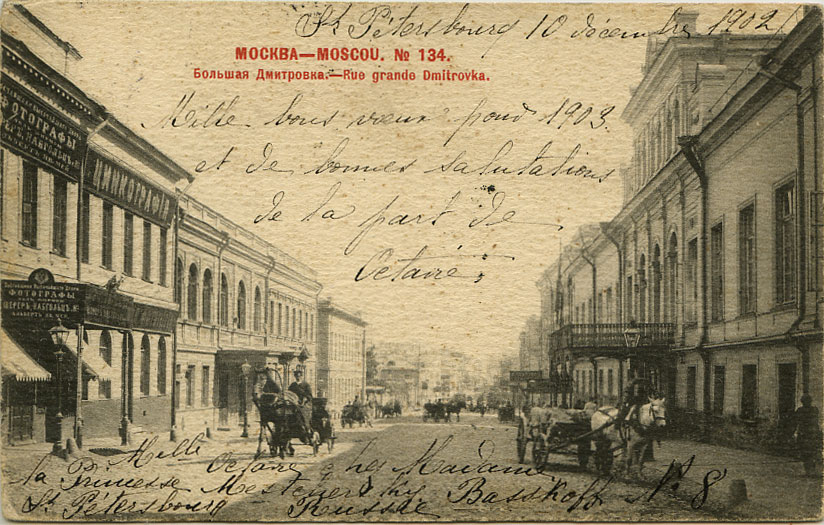
Большая Дмитровка. 1902 год

- Большая Дмитровка. Самая шумная ночная улица старой Москвы — на ней размещались театр и клубы, возле которых до утра дежурили извозчики.
- «Эрмитаж». Ресторан, в котором отмечались пышные торжества и справлялись свадьбы на сотни персон.
- Охотничий клуб. Зародился в трактире на Неглинном проезде; стал местом купли-продажи всевозможной живности; зимой к нему съезжались на собачью выставку охотники со всей России.
- Нарышкинский сквер. Одна из достопримечательностей Москвы; построен в середине XIX века.